# Campiglossa freyae
Campiglossa freyae är en tvåvingeart som först beskrevs av Lindner 1928.  Campiglossa freyae ingår i släktet Campiglossa och familjen borrflugor. Inga underarter finns listade.